# Сайфу
Сайфу (*д/н — 590) — цар Аксуму в 577—590 роках.

## Життєпис
Його вважають онуком царя Калеба. Посів трон 577 року після Хатаза. Припинення карбування власних монет відбило занепад торгівлі та політичної ваги держави. Надавав допомогу Яксуму, царю аравійської держави Хим'яр, у боротьбі проти Зу Язана, що спирався на підтримку персів. 587 року вдалося здолати останнього, проте Хим'я остаточно здобув самостійність від Аксуму.
Про нього є згадки в життєписі Магомета історика 1-ї пол. XIV ст. Саїда аль-Діна Мохаммеда аль-Казарумі, яка дійшла в переклад твору китайського історика Лю Чжи. Згідно з нею Сайфу відправив посла з подарунками до сім'ї Магомета, побачивши зірку, яка сповістила про його народження. Потім відправив дарунки, коли Магомету виповнилося 7 років.
Помер 590 року. Йому спадкував син Ісраель.